# Szent Sír-templom
A Szent Sír-templom (latin: Ecclesia Sancti Sepulchri) a kereszténység egyik temploma Jeruzsálem óvárosában. Magába foglalja Jézus Krisztus feltételezett keresztre feszítésének és egyben közeli sírjának, valamint a keresztények szerint a feltámadásának helyét. A templom a kereszténység egyik legfontosabb szentélye.

## A templom

A Szent Sír-templom diagramja egy német dokumentumfilm alapján. A templom állítólag a Kálvária és Jézus sírja helyén épült fel.

A „Szent Sír-templom” megnevezés a nyugati kereszténység körében elterjedt név, az ortodox egyházak itt Feltámadás templomáról beszélnek (Anasztaszísz). A templom egyben székhelye a jeruzsálemi görög ortodox pátriárkának és a jeruzsálemi latin pátriárkának is. Ezen túlmenően az örmény, a kopt, a szír és etióp vallási közösség is kötődik hozzá. Maga a Szent Sír számtalan templom és kápolna mintájául szolgált az egész keresztény világban. A Keresztút X-XIV. stációi a bazilikában találhatók.

## Korai története
Jeruzsálem a zsidó lázadás és a rómaiak 70-ben történt ostromát követően elpusztult. 130-ban Hadrianus római császár megkezdte Aelia Capitolina néven egy új város építését itt. 135 körül elrendelte, hogy építsenek itt egy Iuppiternek vagy a Vénusznak szentelt templomot. Ez a római templom a 4. század elejéig megmaradt.
A 4. században Konstantin császár körülbelül 326-ban rendelte el, hogy a Jupiter/Vénusz templomát keresztény templommal helyettesítsék. Az új templomot 335-ben szentelték fel.
A Konstantin-templomot 614-ben a perzsák felégették, amikor II. Huszrau szászánida király megszállta Jeruzsálemet. 630-ban I. Hérakleiosz császár újjáépítette a templomot, miután visszafoglalta a várost.
Miután Jeruzsálem iszlám fennhatóság alá került, keresztény templom maradt, a korai muszlim uralkodók védték a város keresztény helyeit, megtiltva azok elpusztítását vagy lakóhelyként való felhasználását. De az épület súlyos károkat szenvedett egy 746-os földrengés következtében.
A 9. század elején egy újabb földrengés megrongálta a templom kupoláját. A károkat 810-ben I. Tamás jeruzsálemi pátriárka helyreállítatta. 841-ben a templom tűz által sérült. 938-ban egy újabb tűzvész rongálta meg a bazilika belsejét. 966-ban a muszlim hadseregek veresége miatt Szíria térségében lázadás tört ki, amit megtorlások követtek. A bazilikát ekkor ismét felgyújtották.
1009-ben al-Hakim fátimida kalifa elrendelte a templom teljes lerombolását a palesztinai és egyiptomi keresztény imahelyek elleni kampánya részeként. A keresztény Európa megdöbbenéssel és a zsidók kiutasításával reagált, majd a későbbi keresztes hadjáratok következtek.
1103–1130 között a keresztesek emeltették a mai kupolás bazilikát, mely a második és a harmadik keresztes hadjárat között, 1187-ben muszlim kézre került.

## Galéria

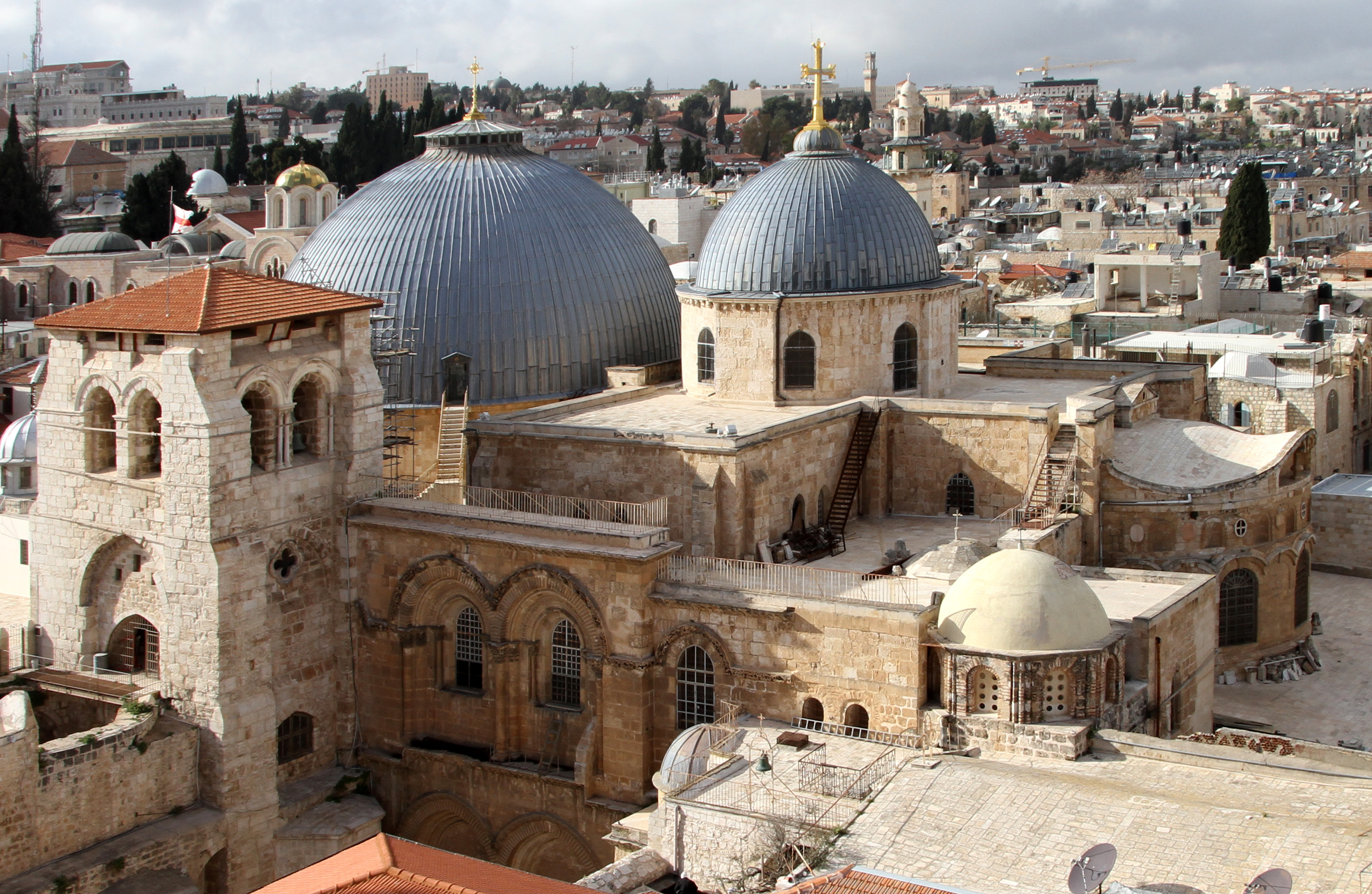
A templom felünézetből
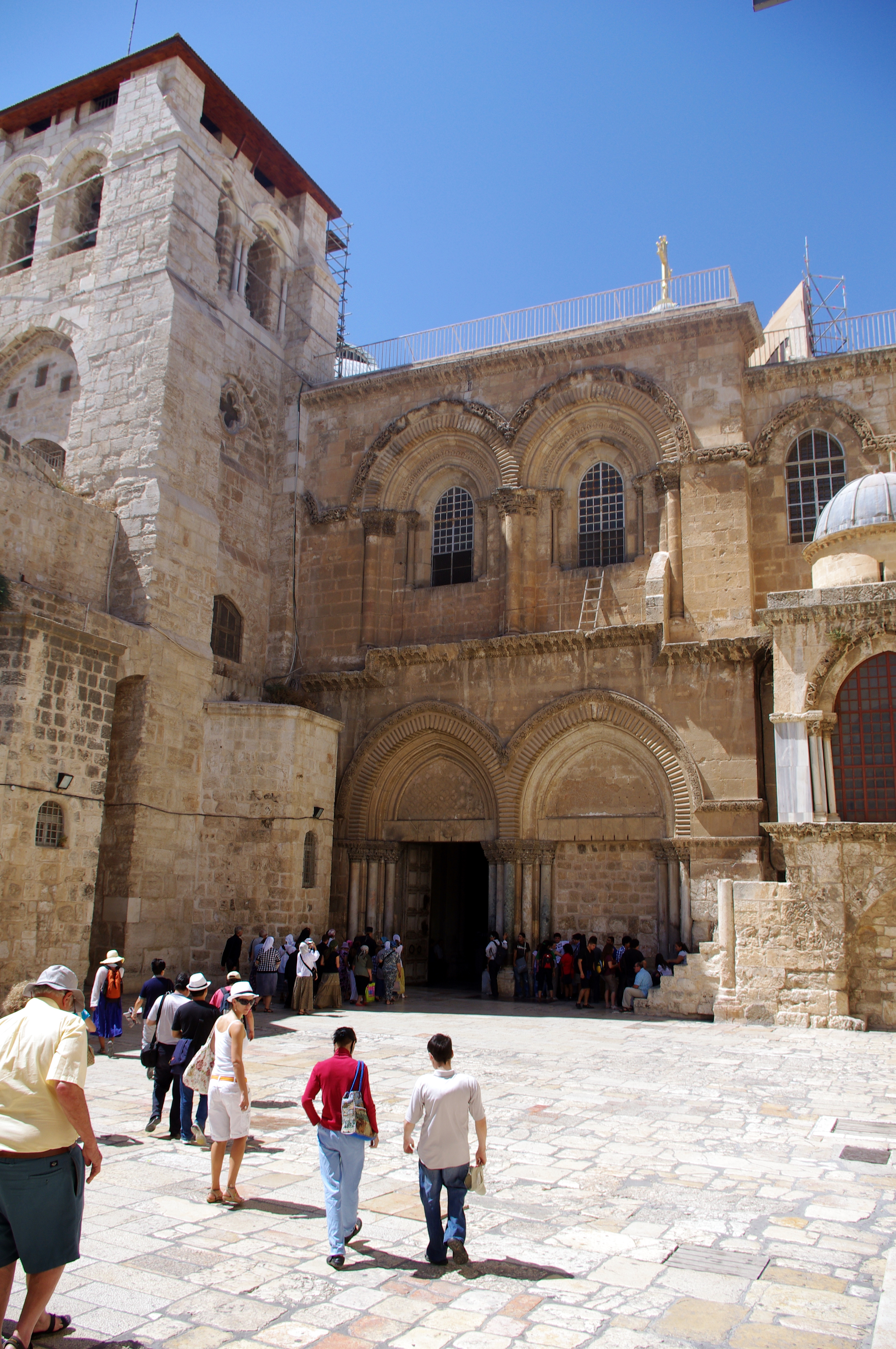
A templom szemből
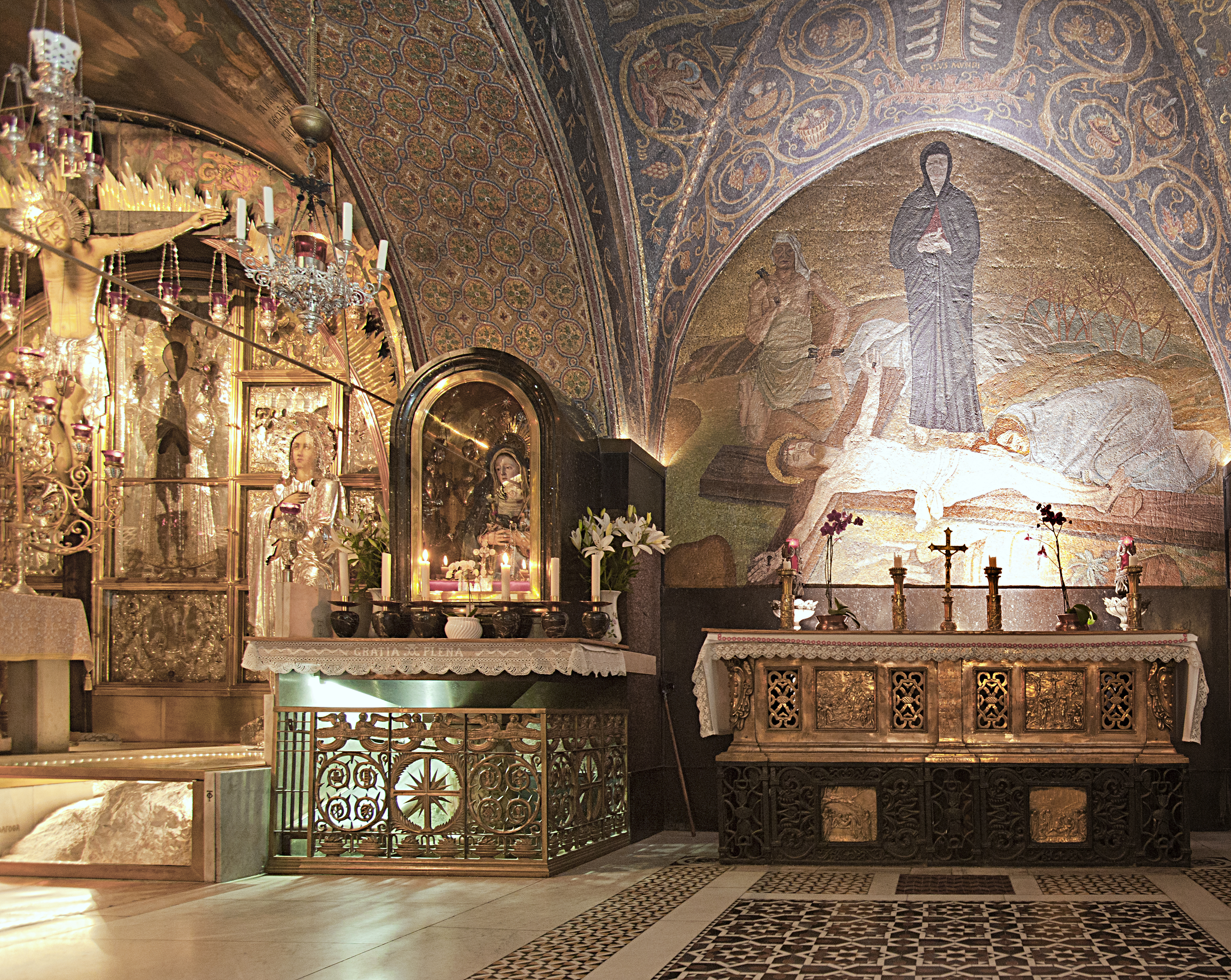
Templombelső
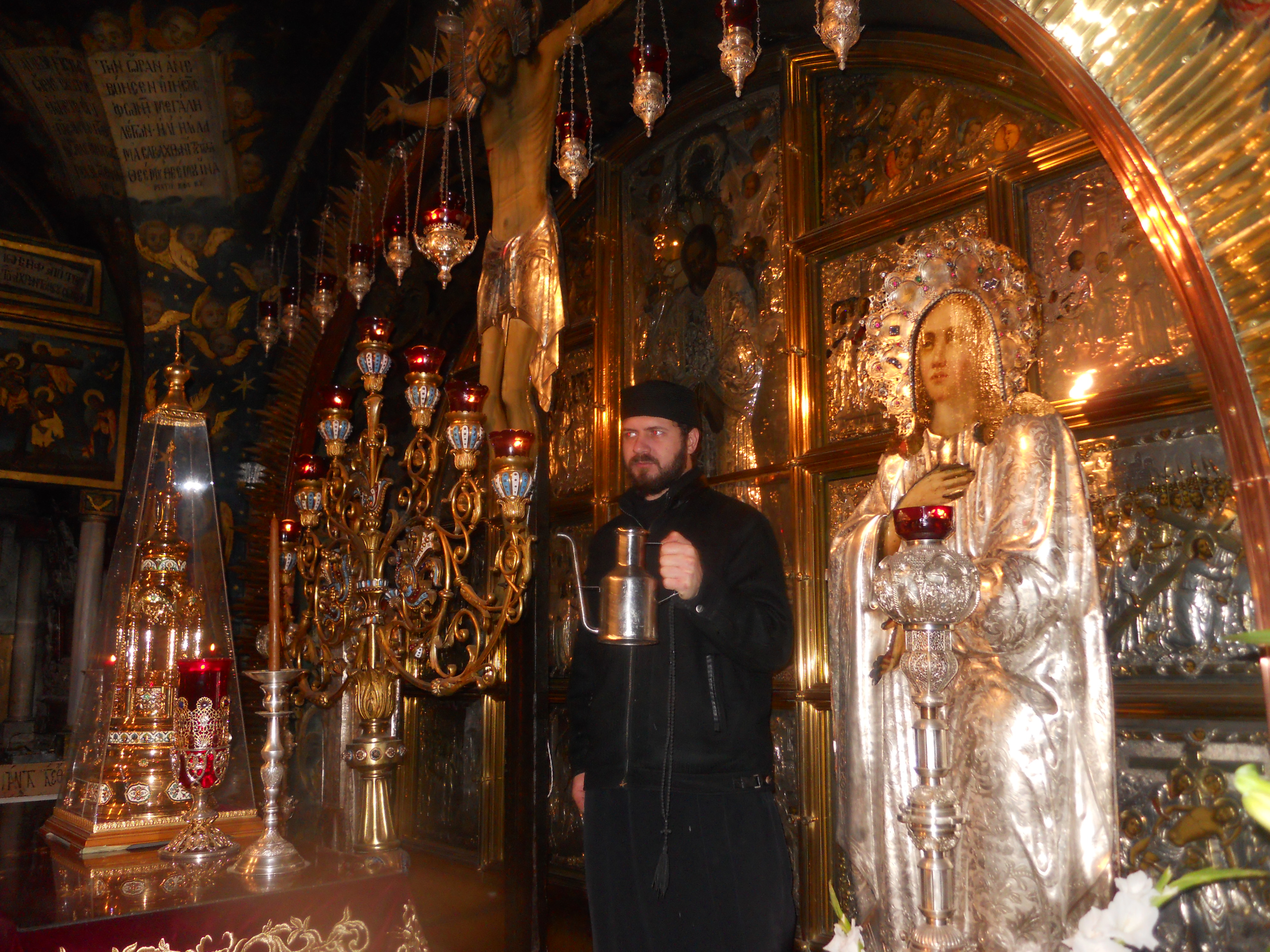
Szerzetes a templomban
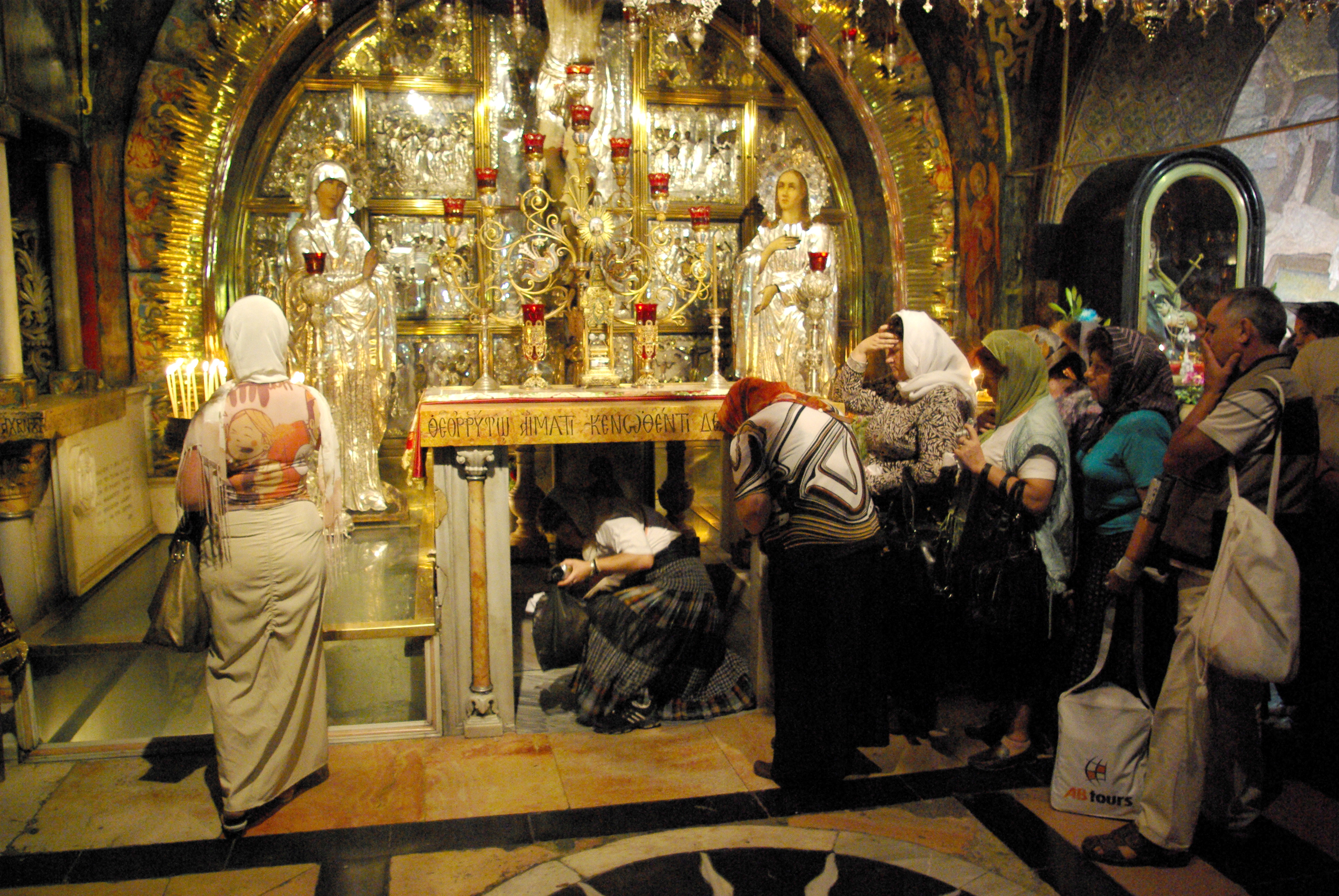
Zarándokok a templomban
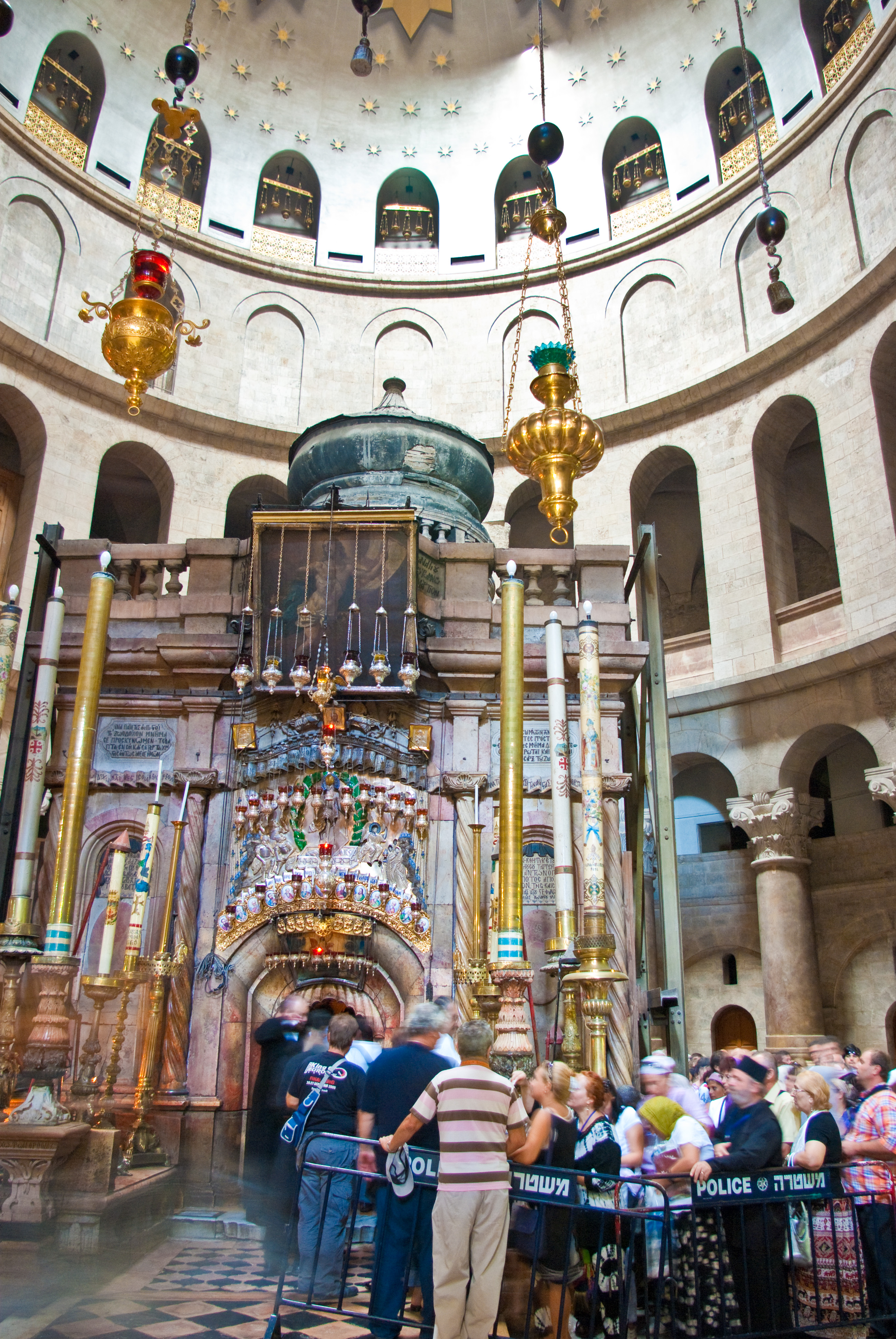
Edicule, „Jézus sírja”
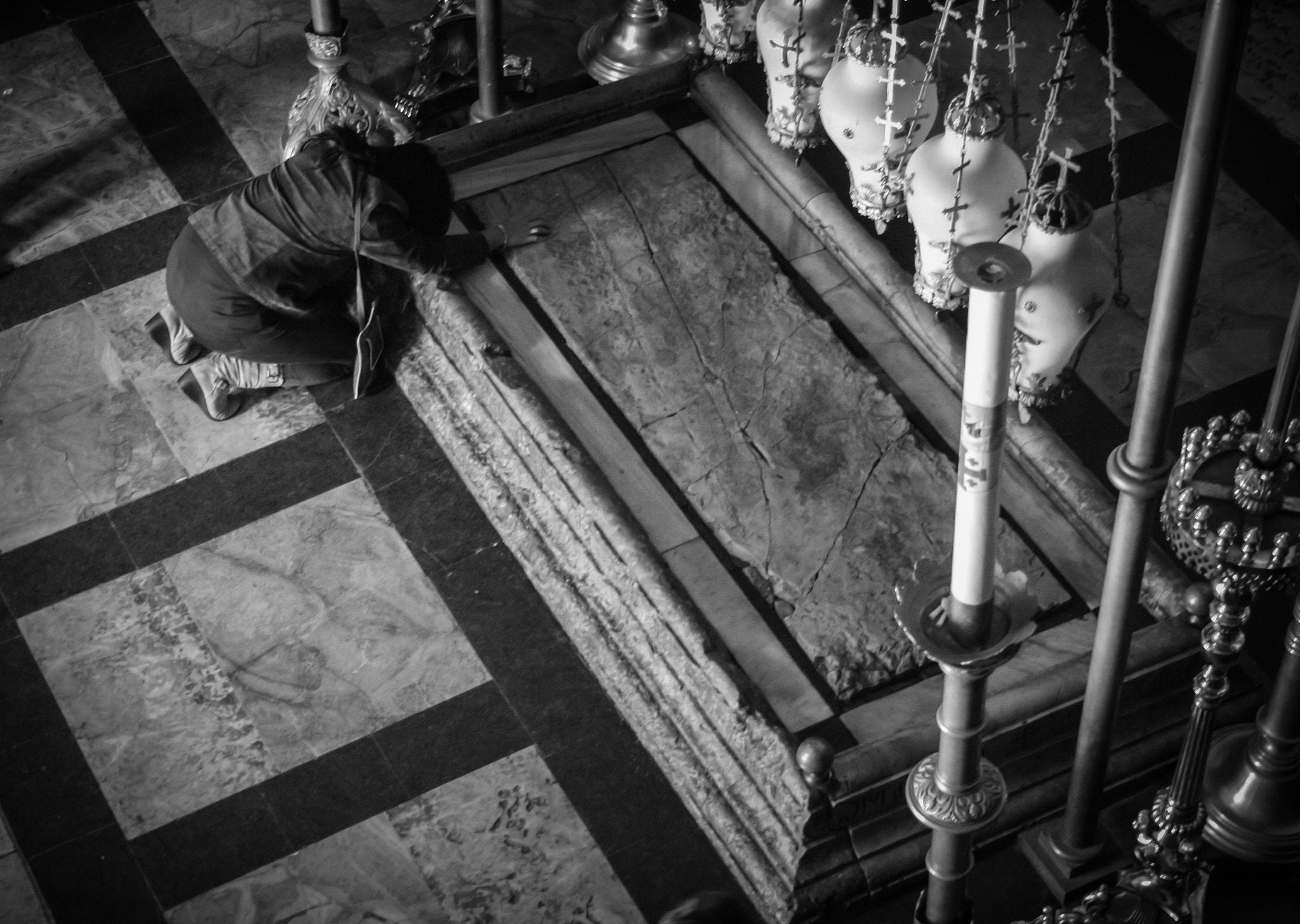
Jézus sírjának feltételezett záróköve